# Simon Slåttvik
Simon Kaurin Slåttvik (24. července 1917, Valnesfjord – 7. května 2001, Lillehammer) byl norský běžec na lyžích a sdruženář (závodník v severské kombinaci).
V severské kombinaci se stal olympijským vítězem, když triumfoval v závodě jednotlivců (K95/18 km) na hrách v Oslu roku 1952. Má též bronz z mistrovství světa roku 1950. Získal 14 norských titulů a byl prvním sdruženářem světa, který skočil přes 100 metrů. Slåttvik byl známý svým relativně mírným tréninkovým režimem a tím, že po závodě často kouřil. Na začátku 50. let se přestěhoval do Lillehammeru, oženil se a měl dva syny. Jednoho z nich pojmenoval Heikki po svém finském příteli a dlouholetém rivalovi Heikki Hasuovi.